# Forum Academicum

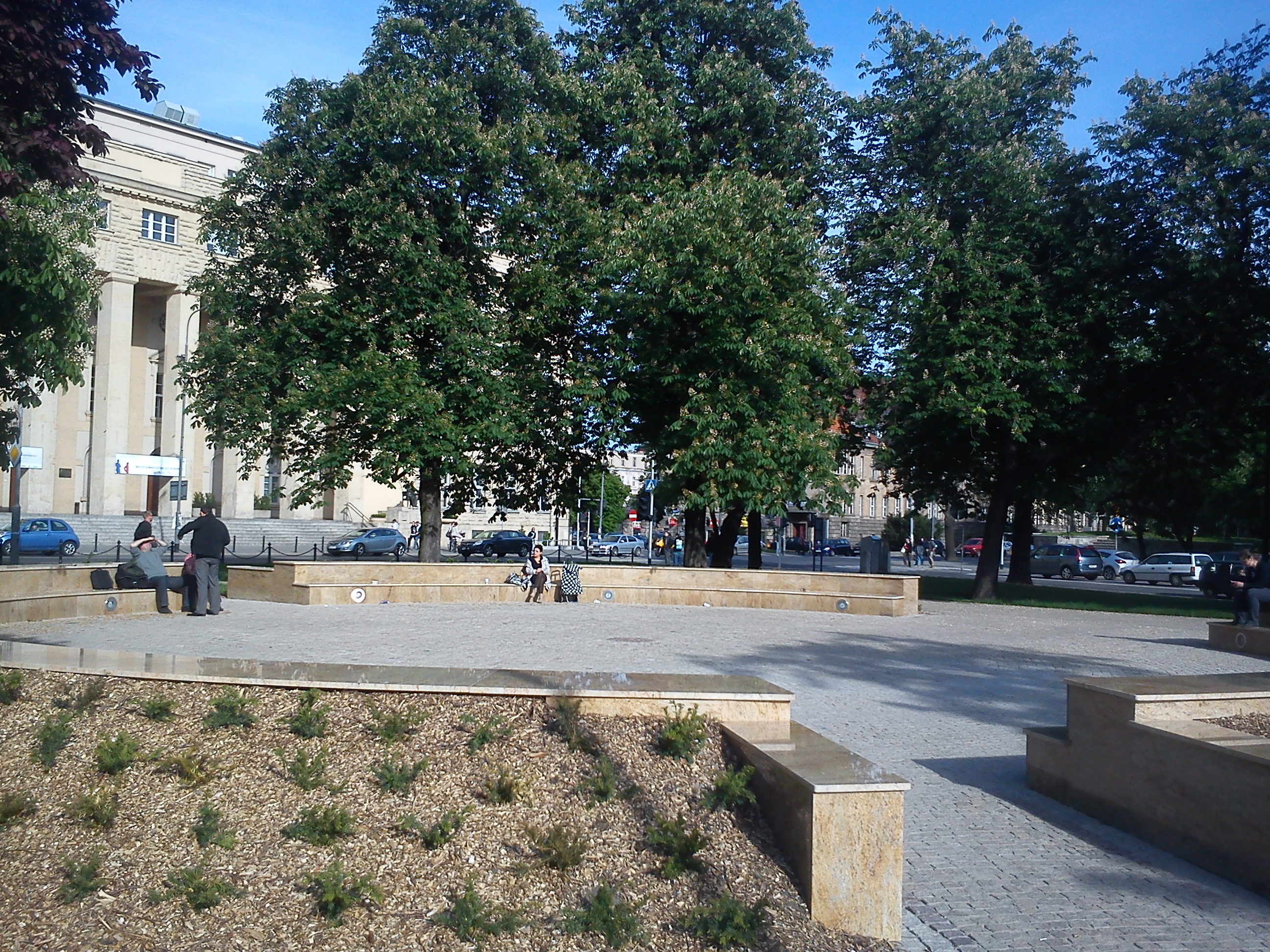
Forum Academicum

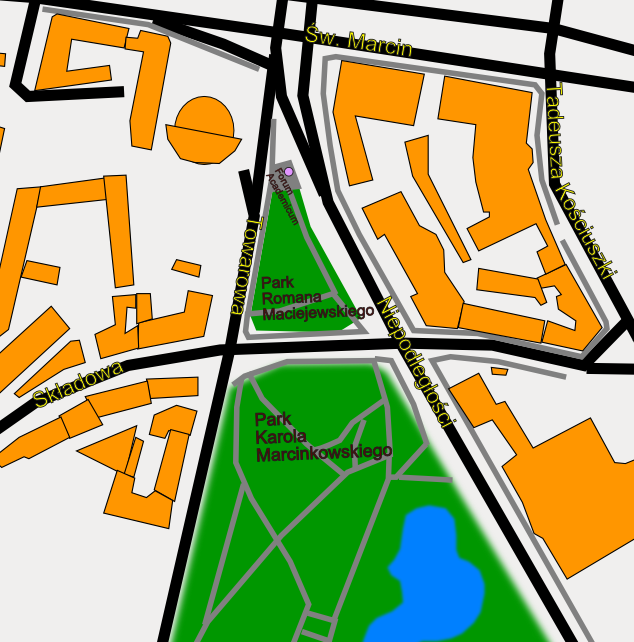
Otoczenie Forum Academicum

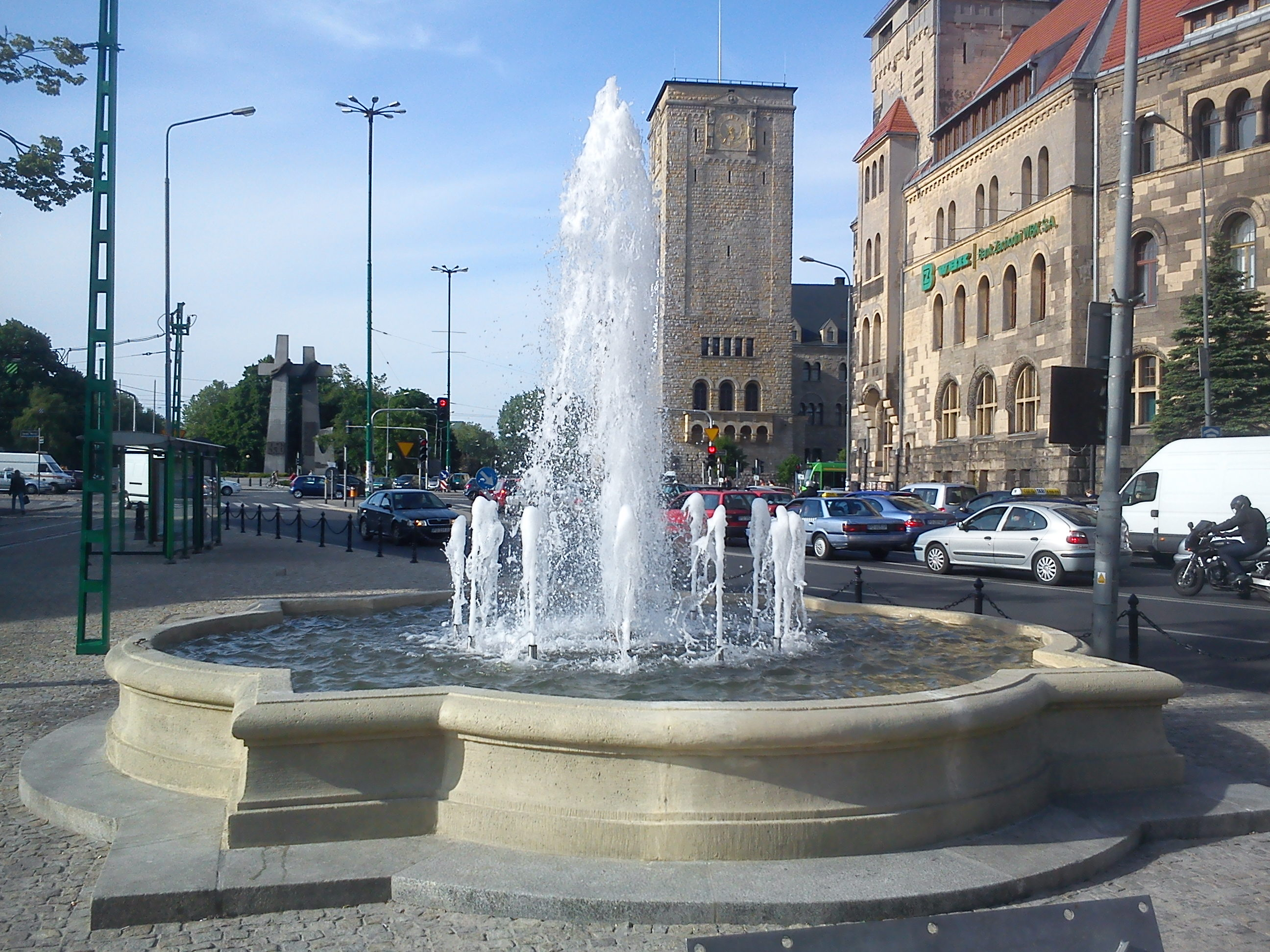
Fontanna Felderhoffa (w tle od lewej: pomnik Ofiar Czerwca 1956, Zamek Cesarski i dawne Ziemstwo Kredytowe)

Forum Academicum – część Parku Maciejewskiego w Poznaniu, przeznaczona na cele rekreacyjno-kulturalne poznańskiego środowiska akademickiego, przewidziane zwłaszcza jako miejsce spotkań i wymiany poglądów.

## Charakterystyka
Na Forum składa się odnowiona dawna fontanna wojownika brandenburskiego, pochodząca z 1913, autorstwa Reinholda Felderhoffa oraz zbudowany w maju 2012 krąg, stanowiący właściwe forum. W obrębie betonowego kręgu zainstalowano kamienne, amfiteatralnie ukształtowane ławy do siedzenia i wypoczynku, a także służące jako potencjalna widownia dla wydarzeń kulturalnych lub dyskusyjnych. Obiekt ma dobrą akustykę, co (przy stosunkowo znacznej wielkości) szczególnie predestynuje go do organizowania dyskusji i wymiany poglądów. Przebudowano także okoliczne aleje i uzupełniono zieleń parkową o cisy, buk czerwonolistny i runiankę. W fontannie zainstalowano nowe dwanaście dysz, wyrzucających wodę na wysokość 2 metrów.
Lokalizacja forum nie była przypadkowa - wokół znajdują się gmachy kilku poznańskich uczelni:
- Uniwersytetu im. Adama Mickiewicza (Collegium Minus, Collegium Maius, Collegium Iuridicum, Collegium Novum, Collegium Historicum),
- Uniwersytetu Ekonomicznego (budynek A i B przy al. Niepodległości, budynek C przy ul. Towarowej, Collegium Altum, budynek Studium Praktycznej Nauki Języków Obcych przy ul. Taczaka),
- Uniwersytetu Medycznego im. Karola Marcinkowskiego (Collegium Maius),
- Akademii Muzycznej im. Ignacego Jana Paderewskiego
- Wyższej Szkoły Bankowej.

Całość prac wykonano w ramach zadania rewaloryzacja zieleni w centrum miasta - park im. Karola Marcinkowskiego.
Obok Forum Academicum rozciągają się tereny rozległego, śródmiejskiego Parku Marcinkowskiego tworzącego wraz z Parkiem Maciejewskiego klin zieleni w tym rejonie.